# 朱覲鋉
建安簡定王朱覲鋉（1470年2月17日—1538年3月17日），號攜夫，明朝寧藩第一代建安王，寧靖王朱奠培的庶第四子。

## 生平
成化六年正月十七日（1470年2月17日）生。成化十五年（1479年）閏十月，獲賜名覲鋉。成化十七年（1481年）四月，封建安王。
嘉靖元年（1522年），明世宗命弋陽王朱拱樻戒飭建安、樂安各府宗室。嘉靖八年（1529年），朱覲鋉奏請樂工十二戶。明世宗認為，建安故屬弋陽約束，一切禮儀俱附弋陽府，所請非例，遂以欺罔之罪，命弋陽王朱拱樻切責之，並逮問輔導官。
嘉靖十七年二月十七日（1538年3月17日），朱覲鋉去世，享年六十九歲，諡號簡定。四年後，嫡第三子鎮國將軍朱宸潚襲爵。

## 家庭

### 妻
- 蕭氏（1472年－1545年）[2]，南城兵馬副指揮蕭晟次女，成化二十一年（1485年）八月冊為建安王妃[8]。

### 子
- 庶長子：鎮國將軍朱宸洪（1490年－1566年）[9]
- 嫡第三子：鎮國將軍→建安莊順王朱宸潚[7]
- 庶第四子：鎮國將軍朱宸涭（1493年－1562年）[10]
- 第五子：鎮國將軍朱宸涂（1497年－1570年）
- 第六子：鎮國將軍朱宸溫（1499年－1569年）[11]